# Stéphane Brosse
Stéphane Brosse (* 20. Oktober 1971 in Le Pont-de-Beauvoisin, Savoie; † 17. Juni 2012 auf der Aiguille d’Argentière) war ein französischer Skibergsteiger und mehrfacher Titelgewinner in dieser Sportart.

## Werdegang
Mit dem Skibergsteigen begann er 1990 und nahm 1995 bei der Miage Contamines Somfy erstmals an einem Wettkampf teil. Seit 1996 war er Mitglied in der französischen Nationalmannschaft Skibergsteigen. 2006 war er bei der Patrouille des Glaciers im Siegerteam, das den Streckenrekord aufstellte. Gemeinsam mit Pierre Gignoux, der ebenfalls Mitglied der französischen Nationalmannschaft Skibergsteigen ist, hielt er seit dem 30. Mai 2003 den Rekord für die Besteigung inklusive Abfahrt am Mont Blanc mit einer Gesamtzeit von 5h 15′ 47″, davon rund 4 Stunden und 7 Minuten für den Aufstieg und 1 Stunde und 7 Minuten für die anschließende Skiabfahrt. Er lebte in Annecy. Am 17. Juni 2012 verunglückte er tödlich bei der Überquerung der Aiguille d’Argentière, als eine Schneewechte unter ihm zusammenbrach und er 700 Meter in die Tiefe stürzte.
Außer Skibergsteigen ging er bergsteigen, fuhr Ski Alpin, segelte und fuhr Mountainbike.

## Erfolge (Auswahl)
- 2001: 1. Platz bei der Europameisterschaft Skibergsteigen Team mit Pierre Gignoux
- 2002:
  - 1. Platz Weltmeisterschaft Skibergsteigen Single
  - 2. Platz Weltmeisterschaft Skibergsteigen Kombinationswertung
  - 5. Platz Weltmeisterschaft Skibergsteigen Team mit Gignoux
- 2003:
  - 2. Platz Europameisterschaft Skibergsteigen Single
  - 2. Platz Europameisterschaft Skibergsteigen Kombinationswertung
  - 4. Platz Europameisterschaft Skibergsteigen Team mit Gignoux
- 2004:
  - 1. Platz bei der Weltmeisterschaft Skibergsteigen Staffel
  - 1. Platz bei der Transcavallo mit Gignoux
- 2005:
  - 2. Platz Weltcup, Salt Lake City
  - 3. Platz Weltcup Skibergsteigen Team (mit P. Blanc)
- 2006:
  - 1. Platz Weltmeisterschaft Skibergsteigen Team mit P. Blanc
  - 2. Platz bei der Weltmeisterschaft Skibergsteigen Staffel (mit Gachet, Perrier und P. Blanc)

### Pierra Menta
- 1997: 10. Platz mit Patrice Bret
- 1998: 7. Platz mit Patrice Bret
- 1999: 3. Platz mit Patrice Bret
- 2000: 3. Platz mit Patrice Bret
- 2001: 1. Platz mit Pierre Gignoux
- 2002: 2. Platz mit Pierre Gignoux
- 2003: 2. Platz mit Pierre Gignoux
- 2005: 1. Platz mit Patrick Blanc
- 2006: 1. Platz mit Patrick Blanc

### Trofeo Mezzalama
- 2001: 2. Platz mit Jean Pellissier und Fabio Meraldi
- 2003: 2. Platz mit Jean Pellissier und Pierre Gignoux
- 2005: 1. Platz mit Patrick Blanc und Guido Giacomelli

### Patrouille des Glaciers
- 2004: 1. Platz und Rekordzeit mit Jean Pellissier und Patrick Blanc
- 2006: 1. Platz und Rekordzeit mit Patrick Blanc und Guido Giacomelli